# 2822 Sacajawea
2822 Sacajawea è un asteroide della fascia principale. Scoperto nel 1980, presenta un'orbita caratterizzata da un semiasse maggiore pari a 2,5814243 UA e da un'eccentricità di 0,1251854, inclinata di 14,71784° rispetto all'eclittica.